# Nuevo Tlahuapan
Nuevo Tlahuapan är en ort i Mexiko.   Den ligger i kommunen Tlahuapan och delstaten Puebla, i den sydöstra delen av landet, 60 km öster om huvudstaden Mexico City. Nuevo Tlahuapan ligger 2 671 meter över havet och antalet invånare är 183.
Terrängen runt Nuevo Tlahuapan är kuperad åt nordväst, men åt sydost är den platt. Runt Nuevo Tlahuapan är det ganska tätbefolkat, med 134 invånare per kvadratkilometer. Närmaste större samhälle är San Martin Texmelucan de Labastida, 18,2 km sydost om Nuevo Tlahuapan. Trakten runt Nuevo Tlahuapan består till största delen av jordbruksmark.